# Équipe du Bénin de football à la Coupe d'Afrique des nations 2019
L’équipe du Bénin de football participe à la coupe d'Afrique des nations 2019 organisée en Égypte du 21 juin au 19 juillet 2019. Pour la première fois en quatre participations, elle sort de la phase de poule, grâce à trois matchs nuls. Elle élimine le Maroc aux tirs au but en huitième de finale, avant d'être éliminée en quart-de-finale par le Sénégal (0-1).

## Qualifications
Le Bénin est placée dans le groupe D des qualifications qui se déroulent du 9 juin 2017 au 24 mars 2019. Il obtient sa qualification au cours de la dernière journée.

### Résultats
| Rang | Équipe  | Pts | J | G | N | P | Bp | Bc | Diff |  | Résultats (▼ dom., ► ext.) |     |     |     |     |
| ---- | ------- | --- | - | - | - | - | -- | -- | ---- |  | -------------------------- | --- | --- | --- | --- |
| 1    | Algérie | 11  | 6 | 3 | 2 | 1 | 9  | 4  | +5   |  | Algérie                    |     | 2-0 | 1-1 | 1-0 |
| 2    | Bénin   | 10  | 6 | 3 | 1 | 2 | 5  | 6  | -1   |  | Bénin                      | 1-0 |     | 1-0 | 2-1 |
| 3    | Gambie  | 6   | 6 | 1 | 3 | 2 | 6  | 6  | 0    |  | Gambie                     | 1-1 | 3-1 |     | 0-1 |
| 4    | Togo    | 5   | 6 | 1 | 2 | 3 | 4  | 8  | -4   |  | Togo                       | 1-4 | 0-0 | 1-1 |     |

| 13 juin 2017 | Bénin         | 1 - 0   | Gambie |                                                                           |                                                                           |
| 16h00 UTC+3  | Sessègnon 53e | (1 - 0) |        | Stade de l'Amitié, Cotonou Spectateurs : 12 000 Arbitrage : Boubou Traoré | Stade de l'Amitié, Cotonou Spectateurs : 12 000 Arbitrage : Boubou Traoré |
| 16h00 UTC+3  | Rapport       |         |        | Stade de l'Amitié, Cotonou Spectateurs : 12 000 Arbitrage : Boubou Traoré | Stade de l'Amitié, Cotonou Spectateurs : 12 000 Arbitrage : Boubou Traoré |

| 9 septembre 2018 | Togo    | 0 - 0   | Bénin |                                                                          |                                                                          |
| 18h00 UTC+1      |         | (0 - 0) |       | Stade de Kégué, Lomé Spectateurs : 20 000 Arbitrage : Noureddine Jaafari | Stade de Kégué, Lomé Spectateurs : 20 000 Arbitrage : Noureddine Jaafari |
| 18h00 UTC+1      | Rapport |         |       | Stade de Kégué, Lomé Spectateurs : 20 000 Arbitrage : Noureddine Jaafari | Stade de Kégué, Lomé Spectateurs : 20 000 Arbitrage : Noureddine Jaafari |

| 12 octobre 2018 | Algérie                        | 2 - 0   | Bénin |                                                                                  |                                                                                  |
| 21h45 UTC+1     | Bensebaini 21e · Bounedjah 75e | (1 - 0) |       | Stade Mustapha Tchaker, Blida Spectateurs : 30 000 Arbitrage : Sékou Ahmed Touré | Stade Mustapha Tchaker, Blida Spectateurs : 30 000 Arbitrage : Sékou Ahmed Touré |
| 21h45 UTC+1     | Rapport                        |         |       | Stade Mustapha Tchaker, Blida Spectateurs : 30 000 Arbitrage : Sékou Ahmed Touré | Stade Mustapha Tchaker, Blida Spectateurs : 30 000 Arbitrage : Sékou Ahmed Touré |

| 16 octobre 2018 | Bénin               | 1 - 0   | Algérie |                                                                              |                                                                              |
| 17h00 UTC+1     | Sessi d'Almeida 16e | (1 - 0) |         | Stade de l'Amitié, Cotonou Spectateurs : ~ 15 000 Arbitrage : Jackson Pavaza | Stade de l'Amitié, Cotonou Spectateurs : ~ 15 000 Arbitrage : Jackson Pavaza |
| 17h00 UTC+1     | Rapport             |         |         | Stade de l'Amitié, Cotonou Spectateurs : ~ 15 000 Arbitrage : Jackson Pavaza | Stade de l'Amitié, Cotonou Spectateurs : ~ 15 000 Arbitrage : Jackson Pavaza |

| 17 novembre 2018 | Gambie                                     | 3 - 1   | Bénin      |                                                                             |                                                                             |
| 17h30 UTC+1      | L. Jallow 70e · Jobe 78e · A. Jallow 90+4e | (0 - 1) | Mounié 34e | Stade de l'Indépendance, Bakau Spectateurs : 18 000 Arbitrage : Sadok Selmi | Stade de l'Indépendance, Bakau Spectateurs : 18 000 Arbitrage : Sadok Selmi |
| 17h30 UTC+1      | Rapport                                    |         |            | Stade de l'Indépendance, Bakau Spectateurs : 18 000 Arbitrage : Sadok Selmi | Stade de l'Indépendance, Bakau Spectateurs : 18 000 Arbitrage : Sadok Selmi |

| 24 mars 2019 | Bénin                   | 2 - 1 | Togo         |                                                              |                                                              |
|              | Djigla 12e · Mounié 83e | (1-0) | 72e Adebayor | Stade de l'Amitié, Cotonou Arbitrage : Bamlak Tessema Weyesa | Stade de l'Amitié, Cotonou Arbitrage : Bamlak Tessema Weyesa |
|              | Rapport                 |       |              | Stade de l'Amitié, Cotonou Arbitrage : Bamlak Tessema Weyesa | Stade de l'Amitié, Cotonou Arbitrage : Bamlak Tessema Weyesa |

### Statistiques

#### Buteurs
| Buts | Joueurs                                           |
| ---- | ------------------------------------------------- |
| 2    | Steve Mounié                                      |
| 1    | Sessi d'Almeida, David Djigla, Stéphane Sessègnon |

## Préparation
La remise du drapeau à l'équipe est prévue le 2 juin à Cotonou. Les Écureuils partent en stage de préparation le lendemain, à Ifrane, au Maroc. Ils y disputent 2 matchs amicaux, qu'ils remportent face la Guinée (1-0) et à la Mauritanie (3-1).
| 11 juin 2019 | Bénin         | 1 - 0 | Guinée |           |           |
|              | Sessègnon 31e | (1-0) |        | Marrakech | Marrakech |

| 18 juin 2019 | Bénin              | 3 - 1 | Mauritanie          |           |           |
|              | Mounié 42e 61e 81e | (1-0) | 47e (pen.) El Hacen | Marrakech | Marrakech |

## Compétition

### Tirage au sort
Le tirage au sort de la CAN se déroule 12 avril 2019 au Caire, face au Sphinx et aux Pyramides. Le Bénin est placé dans le chapeau 3 en raison de son classement FIFA.
Le tirage au sort donne alors comme adversaires des Écureuils, le Cameroun (chapeau 1, tenant du titre et 54e au classement FIFA), le Ghana (chapeau 2, 49e) et la Guinée-Bissau (chapeau 4, 118e) dans le groupe F.

### Effectif
Le sélectionneur Michel Dussuyer annonce la liste des 23 joueurs retenus le 28 mai 2019. Cette sélection est complétée par six réservistes : Katchon Abiola, Chams-Deen Chaona, Cédric Hountondji, Jean-Marie Guéa, Jacques Bessan et Yannick Aguemon.

### Phase de poules
Avec trois matchs nuls, le Bénin termine à la troisième place du groupe F. Cela reste suffisant pour être dans les quatre meilleurs troisièmes de la phase de groupes et se qualifier pour les huitièmes de finale.
| Rang | Équipe        | Pts | J | G | N | P | Bp | Bc | Diff |  | Résultats (▼ dom., ► ext.) |     |     |     |     |
| ---- | ------------- | --- | - | - | - | - | -- | -- | ---- |  | -------------------------- | --- | --- | --- | --- |
| 1    | Ghana         | 5   | 3 | 1 | 2 | 0 | 4  | 2  | +2   |  | Ghana                      |     | 0-0 | 2-2 | 2-0 |
| 2    | Cameroun      | 5   | 3 | 1 | 2 | 0 | 2  | 0  | +2   |  | Cameroun                   | 0-0 |     | 0-0 | 2-0 |
| 3    | Bénin         | 3   | 3 | 0 | 3 | 0 | 2  | 2  | 0    |  | Bénin                      | 2-2 | 0-0 |     | 0-0 |
| 4    | Guinée-Bissau | 1   | 3 | 0 | 1 | 2 | 0  | 4  | -4   |  | Guinée-Bissau              | 0-2 | 0-2 | 0-0 |     |

     Équipe qualifiée ou victorieuse; Pts = points; J = joués; G = gagnés; N = nuls; P = perdus;
Bp = buts pour; Bc = buts contre; Diff = différence de buts
| 25 juin 2019 | Ghana                    | 2 - 2   | Bénin                      | Stade d'Ismaïlia, Ismaïlia                     |                                                |
| 22h00 CAT    | A. Ayew 9e · J. Ayew 42e | (2 - 1) | 2e 63e Poté                | Spectateurs : 8 094 Arbitrage : Youssef Sraïri | Spectateurs : 8 094 Arbitrage : Youssef Sraïri |
| 22h00 CAT    | Boye 37e, 54e · Nuhu 77e | Rapport | 46e D'Almeida · 90e Mounié | Spectateurs : 8 094 Arbitrage : Youssef Sraïri | Spectateurs : 8 094 Arbitrage : Youssef Sraïri |

| 29 juin 2019 | Bénin                   | 0 - 0   | Guinée-Bissau | Stade d'Ismaïlia, Ismaïlia            |                                       |
| 22h00 CAT    |                         | (0 - 0) |               | Arbitrage : Pacifique Ndabihawenimana | Arbitrage : Pacifique Ndabihawenimana |
| 22h00 CAT    | Adéoti 38e · Soukou 60e | Rapport | 10e Nanu      | Arbitrage : Pacifique Ndabihawenimana | Arbitrage : Pacifique Ndabihawenimana |

| 2 juillet 2019 | Bénin                   | 0 - 0   | Cameroun                                        | Stade d'Ismaïlia, Ismaïlia |                         |
| 18h00 CAT      |                         | (0 - 0) |                                                 | Arbitrage : Sadok Selmi    | Arbitrage : Sadok Selmi |
| 18h00 CAT      | Mounié 45e · Barazé 54e | Rapport | 20e Djoum · 42e Fai · 77e Anguissa · 90e Oyongo | Arbitrage : Sadok Selmi    | Arbitrage : Sadok Selmi |

### Phase à élimination directe
| 5 juillet 2019               | Maroc           | 1 - 1 a. p.                                              | Bénin        | Stade Al Salam, Le Caire               |                                        |
|                              | En-Nesyri 76e   | (0-0, 1-1)                                               | 54e Adilèhou | Arbitrage : Helder Martins de Carvalho | Arbitrage : Helder Martins de Carvalho |
| Idrissi 90e · El Ahmadi 101e | Rapport         | 41e, 97e Adenon · 51e Soukou · 105e Mama · 106e Anaane · |              | Arbitrage : Helder Martins de Carvalho | Arbitrage : Helder Martins de Carvalho |
| Idrissi · Boufal · En-Nesyri | Tirs au but 1-4 | Verdon · Djigla · Anaane · Mama                          |              | Arbitrage : Helder Martins de Carvalho | Arbitrage : Helder Martins de Carvalho |

| Quart de finale | Sénégal    | 1 - 0   | Bénin                                  | Stade du 30 Juin, Le Caire   |                              |
| 10 juillet 2019 | Gueye 69e  | (0 - 0) |                                        | Arbitrage : Mustapha Ghorbal | Arbitrage : Mustapha Ghorbal |
| 10 juillet 2019 | Mané 90+1e | Rapport | 44e Soukou · 82e Verdon · 90+3e Mounié | Arbitrage : Mustapha Ghorbal | Arbitrage : Mustapha Ghorbal |

### Statistiques

#### Temps de jeu
| Joueur                |          |          |          |          |          | TT       | But inscrit | MJ       | MT       | Légende |
| --------------------- | -------- | -------- | -------- | -------- | -------- | -------- | ----------- | -------- | -------- | --- |
| Gardiens              | Gardiens | Gardiens | Gardiens | Gardiens | Gardiens | Gardiens | Gardiens    | Gardiens | Gardiens | Abréviations et symboles : TT : Total de minutes jouées MJ : Nombre de matchs joués MT : Matchs joués en tant que titulaire : but : joueur entré : joueur remplacé : capitaine : carton jaune : carton rouge |
| Fabien Farnolle       | 90       | 90       | -        | -        | -        | 180      | -           | 2        | 2        | Abréviations et symboles : TT : Total de minutes jouées MJ : Nombre de matchs joués MT : Matchs joués en tant que titulaire : but : joueur entré : joueur remplacé : capitaine : carton jaune : carton rouge |
| Saturnin Allagbé      | -        | -        | 90       | 120      | 90       | 300      | -           | 3        | 3        | Abréviations et symboles : TT : Total de minutes jouées MJ : Nombre de matchs joués MT : Matchs joués en tant que titulaire : but : joueur entré : joueur remplacé : capitaine : carton jaune : carton rouge |
| Cherif Dine Kakpo     | -        | -        | -        | -        | -        | -        | -           | -        | -        | Abréviations et symboles : TT : Total de minutes jouées MJ : Nombre de matchs joués MT : Matchs joués en tant que titulaire : but : joueur entré : joueur remplacé : capitaine : carton jaune : carton rouge |
| Défenseurs            |          |          |          |          |          |          |             |          |          | Abréviations et symboles : TT : Total de minutes jouées MJ : Nombre de matchs joués MT : Matchs joués en tant que titulaire : but : joueur entré : joueur remplacé : capitaine : carton jaune : carton rouge |
| Junior Salomon        | -        | -        | -        | -        | -        | -        | -           | -        | -        | Abréviations et symboles : TT : Total de minutes jouées MJ : Nombre de matchs joués MT : Matchs joués en tant que titulaire : but : joueur entré : joueur remplacé : capitaine : carton jaune : carton rouge |
| Olivier Verdon        | 90       | 90       | 90       | 120      | 83       | 473      | -           | 5        | 5        | Abréviations et symboles : TT : Total de minutes jouées MJ : Nombre de matchs joués MT : Matchs joués en tant que titulaire : but : joueur entré : joueur remplacé : capitaine : carton jaune : carton rouge |
| Khaled Adenon         | 90       | 90       | 90       | 97       | -        | -        | -           | -        | -        | Abréviations et symboles : TT : Total de minutes jouées MJ : Nombre de matchs joués MT : Matchs joués en tant que titulaire : but : joueur entré : joueur remplacé : capitaine : carton jaune : carton rouge |
| Moïse Adilèhou        | 62       | -        | -        | 120      | 90       | 272      | 1           | 3        | 3        | Abréviations et symboles : TT : Total de minutes jouées MJ : Nombre de matchs joués MT : Matchs joués en tant que titulaire : but : joueur entré : joueur remplacé : capitaine : carton jaune : carton rouge |
| David Kiki            | -        | -        | 90       | -        | -        | 90       | -           | 1        | 1        | Abréviations et symboles : TT : Total de minutes jouées MJ : Nombre de matchs joués MT : Matchs joués en tant que titulaire : but : joueur entré : joueur remplacé : capitaine : carton jaune : carton rouge |
| Emmanuel Imorou       | 90       | 90       | -        | 120      | 90       | 390      | -           | 4        | 4        | Abréviations et symboles : TT : Total de minutes jouées MJ : Nombre de matchs joués MT : Matchs joués en tant que titulaire : but : joueur entré : joueur remplacé : capitaine : carton jaune : carton rouge |
| Rodrigue Fassinou     | -        | -        | -        | -        | -        | -        | -           | -        | -        | Abréviations et symboles : TT : Total de minutes jouées MJ : Nombre de matchs joués MT : Matchs joués en tant que titulaire : but : joueur entré : joueur remplacé : capitaine : carton jaune : carton rouge |
| Seidou Barazé         | 90       | 90       | 90       | -        | 90       | 360      | -           | 4        | 4        | Abréviations et symboles : TT : Total de minutes jouées MJ : Nombre de matchs joués MT : Matchs joués en tant que titulaire : but : joueur entré : joueur remplacé : capitaine : carton jaune : carton rouge |
| Milieux               |          |          |          |          |          |          |             |          |          | Abréviations et symboles : TT : Total de minutes jouées MJ : Nombre de matchs joués MT : Matchs joués en tant que titulaire : but : joueur entré : joueur remplacé : capitaine : carton jaune : carton rouge |
| Rodrigue Kossi Fiogbé | -        | -        | -        | -        | -        | -        | -           | -        | -        | Abréviations et symboles : TT : Total de minutes jouées MJ : Nombre de matchs joués MT : Matchs joués en tant que titulaire : but : joueur entré : joueur remplacé : capitaine : carton jaune : carton rouge |
| Jordan Adéoti         | 90       | 90       | 90       | 120      | 90       | 480      | -           | 5        | 5        | Abréviations et symboles : TT : Total de minutes jouées MJ : Nombre de matchs joués MT : Matchs joués en tant que titulaire : but : joueur entré : joueur remplacé : capitaine : carton jaune : carton rouge |
| Séïbou Mama           | 28       | 25       | 90       | 120      | 21       | 284      | -           | 5        | 2        | Abréviations et symboles : TT : Total de minutes jouées MJ : Nombre de matchs joués MT : Matchs joués en tant que titulaire : but : joueur entré : joueur remplacé : capitaine : carton jaune : carton rouge |
| Tidjani Anaane        | -        | -        | -        | 33       | -        | 33       | -           | 1        | -        | Abréviations et symboles : TT : Total de minutes jouées MJ : Nombre de matchs joués MT : Matchs joués en tant que titulaire : but : joueur entré : joueur remplacé : capitaine : carton jaune : carton rouge |
| Sessi d'Almeida       | 62       | 65       | -        | 12       | 69       | 208      | -           | 4        | 3        | Abréviations et symboles : TT : Total de minutes jouées MJ : Nombre de matchs joués MT : Matchs joués en tant que titulaire : but : joueur entré : joueur remplacé : capitaine : carton jaune : carton rouge |
| Stéphane Sessègnon    | -        | 90       | 90       | 120      | 90       | 390      | -           | 4        | 4        | Abréviations et symboles : TT : Total de minutes jouées MJ : Nombre de matchs joués MT : Matchs joués en tant que titulaire : but : joueur entré : joueur remplacé : capitaine : carton jaune : carton rouge |
| Attaquants            |          |          |          |          |          |          |             |          |          | Abréviations et symboles : TT : Total de minutes jouées MJ : Nombre de matchs joués MT : Matchs joués en tant que titulaire : but : joueur entré : joueur remplacé : capitaine : carton jaune : carton rouge |
| Mickaël Poté          | 90       | 90       | 14       | 108      | 77       | 379      | 2           | 5        | 4        | Abréviations et symboles : TT : Total de minutes jouées MJ : Nombre de matchs joués MT : Matchs joués en tant que titulaire : but : joueur entré : joueur remplacé : capitaine : carton jaune : carton rouge |
| Steve Mounié          | 90       | 90       | 90       | -        | 90       | 360      | -           | 4        | 4        | Abréviations et symboles : TT : Total de minutes jouées MJ : Nombre de matchs joués MT : Matchs joués en tant que titulaire : but : joueur entré : joueur remplacé : capitaine : carton jaune : carton rouge |
| Désiré Segbe Azankpo  | -        | -        | -        | -        | -        | -        | -           | -        | -        | Abréviations et symboles : TT : Total de minutes jouées MJ : Nombre de matchs joués MT : Matchs joués en tant que titulaire : but : joueur entré : joueur remplacé : capitaine : carton jaune : carton rouge |
| Jodel Dossou          | 28       | 26       | 69       | 87       | 13       | 223      | -           | 5        | 2        | Abréviations et symboles : TT : Total de minutes jouées MJ : Nombre de matchs joués MT : Matchs joués en tant que titulaire : but : joueur entré : joueur remplacé : capitaine : carton jaune : carton rouge |
| Cebio Soukou          | 83       | 64       | 21       | 69       | 81       | 318      | -           | 5        | 4        | Abréviations et symboles : TT : Total de minutes jouées MJ : Nombre de matchs joués MT : Matchs joués en tant que titulaire : but : joueur entré : joueur remplacé : capitaine : carton jaune : carton rouge |
| David Djigla          | 7        | 0        | 76       | 51       | 9        | 143      | -           | 5        | 1        | Abréviations et symboles : TT : Total de minutes jouées MJ : Nombre de matchs joués MT : Matchs joués en tant que titulaire : but : joueur entré : joueur remplacé : capitaine : carton jaune : carton rouge |

#### Buteurs
| Buts | Joueurs        | Adversaires |
| ---- | -------------- | ----------- |
| 2    | Mickaël Poté   | Ghana       |
| 1    | Moïse Adilèhou | Maroc       |